# 1990년 10월
| 1990년: 1월 · 2월 · 3월 · 4월 · 5월 · 6월 · 7월 · 8월 · 9월 · 10월 · 11월 · 12월 |

| <          | 1990년 10월 | 1990년 10월 | 1990년 10월 | 1990년 10월 | 1990년 10월 | >          |
| 일         | 월          | 화          | 수          | 목          | 금          | 토         |
|            | 1 8.13 기해 | 2 14 경자   | 3 15 신축   | 4 16 임인   | 5 17 계묘   | 6 18 갑진  |
| 7 19 을사  | 8 20 병오   | 9 21 정미   | 10 22 무신  | 11 23 기유  | 12 24 경술  | 13 25 신해 |
| 14 26 임자 | 15 27 계축  | 16 28 갑인  | 17 29 을묘  | 18 30 병진  | 19 9.1 정사 | 20 2 무오  |
| 21 3 기미  | 22 4 경신   | 23 5 신유   | 24 6 임술   | 25 7 계해   | 26 8 갑자   | 27 9 을축  |
| 28 10 병인 | 29 11 정묘  | 30 12 무진  | 31 13 기사  |             |             |            |

| 편집하기 |

## 1990년10월 15일
- 미하일 고르바초프가 노벨 평화상 수상자로 결정되었다.

## 1990년10월 13일
- 대한민국의 노태우 대통령, `범죄와의 전쟁’을 선포하다.

## 1990년10월 3일
- 독일이 통일되었다.
- 대한민국과 베냉, 수교.